# Pyriatyn

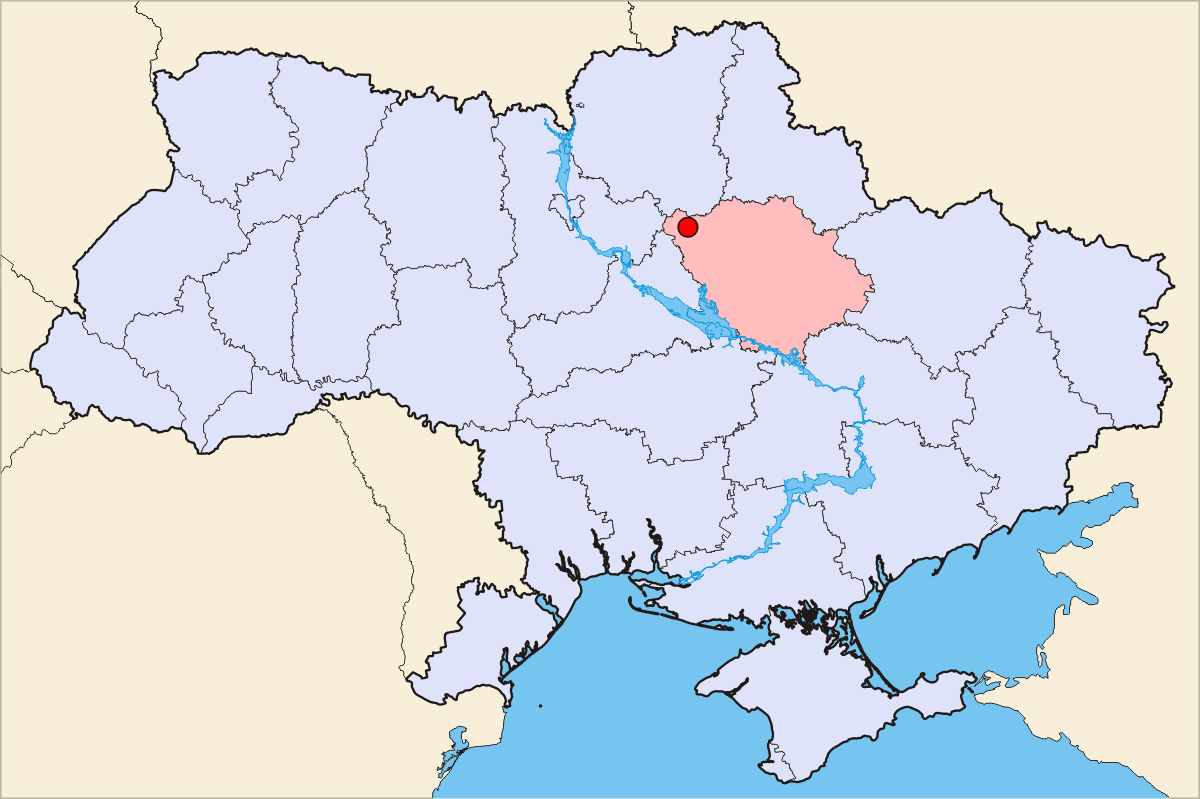
A localização de Pyriatyn na Ucrânia

Pyriatyn é uma cidade situada na região central da Ucrânia, em Oblast de Poltava. Segundo o censo de 2001, a população da cidade era de 16.664 habitantes.